# Amazonas-Skunk
Der Amazonas-Skunk (Conepatus semistriatus) ist eine von vier Arten der Weißrüsselskunks innerhalb der als „Stinktiere“ bekannten Skunks. Er ist vom Süden Mexikos bis in das nördliche Südamerika sowie geografisch davon isoliert im Osten Brasiliens verbreitet.

## Merkmale
Der Amazonas-Skunk erreicht eine Gesamtlänge von durchschnittlich 57 Zentimetern, die Weibchen sind dabei in der Regel etwas kleiner als die Männchen. Das Gewicht liegt bei etwa 1,6 Kilogramm.
Das Fell des Amazonas-Skunks ist schwarz mit einer weißen Zeichnung auf dem Rücken, die im Nacken als ein breiter Streifen beginnt und sich danach in zwei weiße Streifen mit schwarzem Zwischenraum trennt und bis zum Schwanz zieht. Der Schwanz ist mit schwarzen und weißen Haaren bedeckt, die kürzer als bei anderen Arten der Gattung sind. Auch die Körperbehaarung ist rauer als bei den anderen Arten.

## Verbreitung

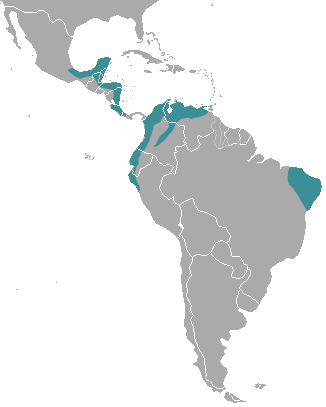
Verbreitungsgebiet des Amazonas-Skunks

Der Amazonas-Skunk ist in zwei nicht zusammenhängenden (disjunkten) Gebieten Lateinamerikas verbreitet. Der nördliche Teil beginnt im südlichen Mexiko und zieht sich über die mittelamerikanischen Staaten und entlang der Küstengebiete Südamerikas bis in die nördlichen Anden in Peru sowie nach Venezuela und die llanos in Kolumbien. Zudem existiert ein isoliertes Verbreitungsgebiet im Osten Brasiliens.
Die Art kommt vor allem in der Trockenzeit in zahlreichen Lebensräumen vor, darunter Grasland, Wald- und Strauchgebiete und offene Gebiete sowie landwirtschaftlich geprägte Flächen, Waldränder und Plantagen. In der Regenzeit lebt dieser Skunk vor allem in höheren und trockeneren Waldgebieten.

## Systematik
Der Amazonas-Skunk wird als eigenständige Art innerhalb der Gattung der Weißrüsselskunks (Conepatus) eingeordnet, die aus vier Arten besteht. Die wissenschaftliche Erstbeschreibung stammt von Pieter Boddaert aus dem Jahr 1785 anhand eines Individuums aus Mexiko, allerdings wurde später als Typuslokalität auch die Umgebung von Pamplona im Bezirk Norte de Santander in Kolumbien angegeben. Innerhalb der Art werden mit der Nominatform Conepatus semistriatus semistriatus, Conepatus semistriatus amazonicus, Conepatus semistriatus taxinus, Conepatus semistriatus trichurus, Conepatus semistriatus yucatanicus und Conepatus semistriatus zorrino sechs Unterarten unterschieden.
Innerhalb der Weißrüsselskunks stellt der Amazonas-Skunk die Schwesterart des Patagonischen Skunks (Conepatus humboldtii) dar, diesen beiden werden die verbleibenden Arten Anden-Skunk (Conepatus chinga) und Ferkelskunk (Conepatus leuconotus) als gemeinsames Taxon gegenübergestellt. In ihrer Gesamtheit stellen die Weißrüsselskunks die Schwestergruppe der in Nord- und Mittelamerika verbreiteten Gattungen der Streifenskunks (Mephitis) und Fleckenskunks (Spilogale) dar. Die Radiation der Arten innerhalb der Weißrüsselskunks fand vor etwa 11,2 Millionen Jahren statt. Damit erfolgte eine Einwanderung auf den südamerikanischen Kontinent lange vor der Bildung der zentralamerikanischen Landbrücke vor etwa 3 Millionen Jahren.

## Gefährdung und Schutz
Der Amazonas-Skunk wird von der International Union for Conservation of Nature and Natural Resources (IUCN) aufgrund des relativ großen Verbreitungsgebietes und des häufigen Vorkommens sowie der Anpassungsfähigkeit an veränderte Lebensräume als nicht gefährdet („least concern“) eingestuft.
Eine potenzielle, allerdings als gering eingeschätzte, Gefährdung für die Art geht von der Bejagung, speziell zur Gewinnung von Skunksfellen, aus. Hinzu kommt in einigen Gebieten der Einsatz von Pestiziden gegen Pflanzenschädlinge, der auch Effekte auf die Skunks als Beutegreifer hat.

## Belege
1. 1 2  Ryan Walker: Conepatus semistriatus im Animal Diversity Web der University of Michigan Museum of Zoology. Abgerufen: 29. Dezember 2011.
2. 1 2 3 4  Conepatus semistriatus in der Roten Liste gefährdeter Arten der IUCN 2008. Eingestellt von: A.D. Cuarón, F. Reid, F. K. Helgen, 2008. Abgerufen am 29. Dezember 2011.
3. 1 2 3  Katrin Nyakatura, Olaf RP Bininda-Emonds: Updating the evolutionary history of Carnivora (Mammalia): a new species-level supertree complete with divergence time estimates. BMC Biology 10, 2012. doi:10.1186/1741-7007-10-12
4. 1 2 3  Don E. Wilson & DeeAnn M. Reeder (Hrsg.):  Conepatus humboldtii (Memento vom 17. Januar 2017 im Internet Archive) in Mammal Species of the World. A Taxonomic and Geographic Reference (3rd ed).